# Классный мюзикл (франшиза)
«Классный мюзикл» (англ. High School Musical) — серия из нескольких музыкальных фильмов (мюзиклов) кинокомпании Уолта Диснея «Walt Disney Pictures»:
- «Классный мюзикл» (High School Musical, 2006)
- «Классный мюзикл: Каникулы» (High School Musical 2, 2007)
- «Классный мюзикл: Выпускной» (High School Musical 3: Senior Year, 2008)

Первые два фильма показывались по каналу Диснея и выпускались на DVD. Третий фильм первоначально вышел на экраны кинотеатров.
В 2019 году вышел сериал «Классный мюзикл: Мюзикл», сюжет которого вдохновлён оригинальной трилогией.

## Персонажи
| Персонажи           | Фильмы                   | Фильмы                             | Фильмы                              | Фильмы                               |
| Персонажи           | «Классный мюзикл» (2006) | «Классный мюзикл: Каникулы» (2007) | «Классный мюзикл: Выпускной» (2008) | «Шикарное приключение Шарпей» (2011) |
| ------------------- | ------------------------ | ---------------------------------- | ----------------------------------- | ------------------------------------ |
| Трой Болтон         | Зак Эфрон                | Зак Эфрон                          | Зак Эфрон                           |                                      |
| Габриэлла Монтез    | Ванесса Хадженс          | Ванесса Хадженс                    | Ванесса Хадженс                     |                                      |
| Шарпей Эванс        | Эшли Тисдейл             | Эшли Тисдейл                       | Эшли Тисдейл                        | Эшли Тисдейл                         |
| Райан Эванс         | Лукас Грейбил            | Лукас Грейбил                      | Лукас Грейбил                       | Лукас Грейбил                        |
| Чед Дэнфорт         | Корбин Блю               | Корбин Блю                         | Корбин Блю                          |                                      |
| Тэйлор МакКесси     | Моник Коулман            | Моник Коулман                      | Моник Коулман                       |                                      |
| Келси Нильсен       | Олеся Рулин              | Олеся Рулин                        | Олеся Рулин                         |                                      |
| Зик Бэйлор          | Крис Уоррен-мл.          | Крис Уоррен-мл.                    | Крис Уоррен-мл.                     |                                      |
| Джейсон Кросс       | Райн Санборн             | Райн Санборн                       | Райн Санборн                        |                                      |
| Марта Кокс          | Кейси Стро               | Кейси Стро                         | Кейси Стро                          |                                      |
| Мисс Дарбус         | Элисон Рид               | Элисон Рид                         | Элисон Рид                          |                                      |
| Тренер Джек Болтон  | Барт Джонсон             | Барт Джонсон                       | Барт Джонсон                        |                                      |
| Бой (собака Шарпей) |                          | Мэнли Ортега                       | Мэнли Ортега                        | Мэнли Ортега                         |
| Миссис Монтез       | Сокорро Эррера           |                                    | Сокорро Эррера                      |                                      |
| Вэнс Эванс          |                          | Роберт Кертис Браун                | Роберт Кертис Браун                 | Роберт Кертис Браун                  |
| Дарби Эванс         |                          | Джессика Так                       | Джессика Так                        | Джессика Так                         |
| Люсилль Болтон      | Лесли Винг               | Лесли Винг                         | Лесли Винг                          |                                      |
| Томас Фултон        |                          | Марк Тейлор                        |                                     |                                      |
| Тиара Голд          |                          |                                    | Джемма Маккензи-Браун               |                                      |
| Донни Дион          |                          |                                    | Джастин Мартин                      |                                      |
| Джимми Зара         |                          |                                    | Мэтт Прокоп                         |                                      |
| Мистер Данфорф      |                          |                                    | Дэвид Рейверс                       |                                      |
| Миссис Данфорф      |                          |                                    | Иоланда Вуд                         |                                      |
| Господин Мацуи      | Джоуи Мияшима            |                                    | Джоуи Мияшима                       |                                      |
| Пэйтон Леверетт     |                          |                                    |                                     | Остин Батлер                         |
| Роджер Элистон      |                          |                                    |                                     | Брэдли Стивен Перри                  |
| Эмбер Ли Адамс      |                          |                                    |                                     | Кэмерон Гудман                       |